# Aspidistra lurida
Aspidistra lurida är en sparrisväxtart som beskrevs av Ker Gawl. Aspidistra lurida ingår i släktet Aspidistra och familjen sparrisväxter. Inga underarter finns listade i Catalogue of Life.